# Centre commercial Neyrpic
Ne doit pas être confondu avec Neyrpic.
Le centre commercial Neyrpic est un centre commercial polyvalent ouvert en octobre 2024 à Saint-Martin-d'Hères en Isère, sur l'ancien site de l'entreprise Neyrpic dont il a repris en partie l'architecture industrielle.

## Histoire du site
Lien : Histoire de Neyrpic

### La friche industrielle Neyrpic
|                                                             |  |  |
| Ancienne usine Neyrpic à Saint-Martin-d'Hères en mars 2013. |  |  |

Le centre commercial occupe l'un des anciens sites industriels de l'entreprise Neyrpic à Saint-Martin-d'Hères,  dans le quartier Croix-Rouge, fermé en 1966 et revendu à Alsthom en 1967.
Progressivement, quelques petites entreprises s'installent et, en 1981, la mairie quitte le Village pour venir occuper l'ancien bâtiment administratif des usines, sous le nom de "maison communale".
Le reste du site constitue une friche industrielle de grande superficie, enclavée entre la mairie et l'Avenue Ambroise-Croizat au sud et l'axe routier majeur de l'avenue Gabriel-Péri au nord.
Dans les années 2000, plusieurs bâtiments dont un petit morceau de halles sont démolis pour permettre le passage de la ligne D du tram. D'autres bâtiments périphériques sont progressivement démolis dans les années suivantes jusqu'en 2020 mais les halles historiques sont conservées.

### Premier projet de centre commercial
Sur la friche industrielle, le promoteur commercial Apsys, soutenu par la mairie de Saint-Martin-d'Hères, élabore en 2007-2008 un projet de centre commercial prévoyant de raser la totalité des bâtiments industriels. Immédiatement contesté par des habitants, des commerçants et des opposants politiques à la majorité municipale, le projet est retardé par plusieurs années de recours juridiques au tribunal administratif. Finalement purgé de tout recours, il est cependant abandonné par le promoteur et la commune.

### Deuxième projet de centre commercial
En 2017, un nouveau projet remanié est à nouveau proposé par Apsys et la commune, conservant une partie des bâtiments historiques. Il bénéficie d'une conclusion favorable de l'enquête publique annoncée en mars 2018, et d'un vote également favorable quoique très débattu le 6 avril 2018 au Conseil de la métropole.
Mais ce projet est à nouveau contesté par des associations d'habitants (Alternatiba Grenoble, Réseau citoyen Grenoble, Neyrpic autrement), et des représentants de commerçants à l'échelle de la métropole grenobloise. La Métropole de Grenoble précisera ultérieurement (cf le chapitre Polémique) qu’ « elle n’a pas donné l’autorisation pour le projet ».
Début 2020, trois recours administratifs sont toujours ouverts contre le permis de construire du deuxième projet :  contre la construction, mené par des habitants impactés par l’augmentation de la pollution atmosphérique, contre le protocole d’accord qui met en cause la liberté de commerce, mené par des élus métropolitains, et enfin contre le déclassement d'une voirie appartenant à la métropole, mené par des contribuables-propriétaires. Cependant le premier recours se voit à son tour attaqué par Apsys en avril 2021 pour recours abusif.
En septembre 2021, tous les recours sont terminés. Après un bref démarrage en mars 2020, les travaux reprennent en novembre 2021 et la pose de la première pierre se déroule le 6 décembre 2021. L'ouverture du centre est tout d'abord prévue pour la fin de l'année 2023, puis finalement reporté pour le printemps 2024.

## Centre commercial
Neyrpic est l'unique centre commercial à ouvrir sur le territoire français métropolitain en 2024. Désirant renouveler l'organisation de ce type d'établissement, Apsys a décidé de participer à la redynamisation du centre-ville en créant des espaces de loisirs (25% du chiffre d'affaires du centre commercial devraient provenir de ce type d'activité). Le jour de son inauguration, fixé le 2 octobre 2024, le centre accueille 35 000 visiteurs.

### Architecture et équipements
Sur les 50 000 m2 d'espace prévus, le centre doit accueillir 115 commerces et restaurants. Un complexe cinématographique de six salles et 1 200 places est également prévu pour fin 2026. Ses concepteurs ont prévu l'installation de lieux d'animation (dont un action game dédié au jeu télévisé Fort Boyard) et de restauration, des bars dont certains seront nocturnes. Le centre est également équipé d'un parking payant en ouvrage de 850 places et des espaces de stationnement pour les vélos.

### Transports en commun
Côté transports en commun, le site est desservi par les lignes de tramway C D ainsi que par les lignes de bus C5 14 15 (station et arrêt Neyrpic - Belledonne). De son côté, la ligne T87 du réseau interurbain de l'Isère y assure des services les weekends et durant l'été.

### Polémique commerciale
Selon un accord pris avec l'intercommunalité d'agglomération, Grenoble Alpes Métropole en 2018, le promoteur Apsys s’était engagé à ne pas solliciter de boutiques et des magasins d'enseignes situées en centre-ville vers le nouveau centre commercial afin de ne pas affaiblir la dynamique commerciale de la zone piétonne grenobloise. Cependant, le Dauphiné libéré a constaté que, dès le jour de l'ouverture du centre Neyrpic, plusieurs enseignes majeures ont bien déménagé du centre-ville (particulièrement au niveau de la rue du Docteur-Mazet) pour s’installer à Saint-Martin d'Hères. La Métropole a d'ores et déjà envisagé de poursuivre le promoteur si elle n’obtient pas gain de cause et a rappelé qu'elle n'avait pas encouragé ce projet, sous la responsabilité de la commune seule. La direction du centre, par la voix du président d'Apsys, Maurice Bansay, se défend d'avoir influencé ces enseignes.

Quelques photos du centre commercial Neyrpic et son environnement
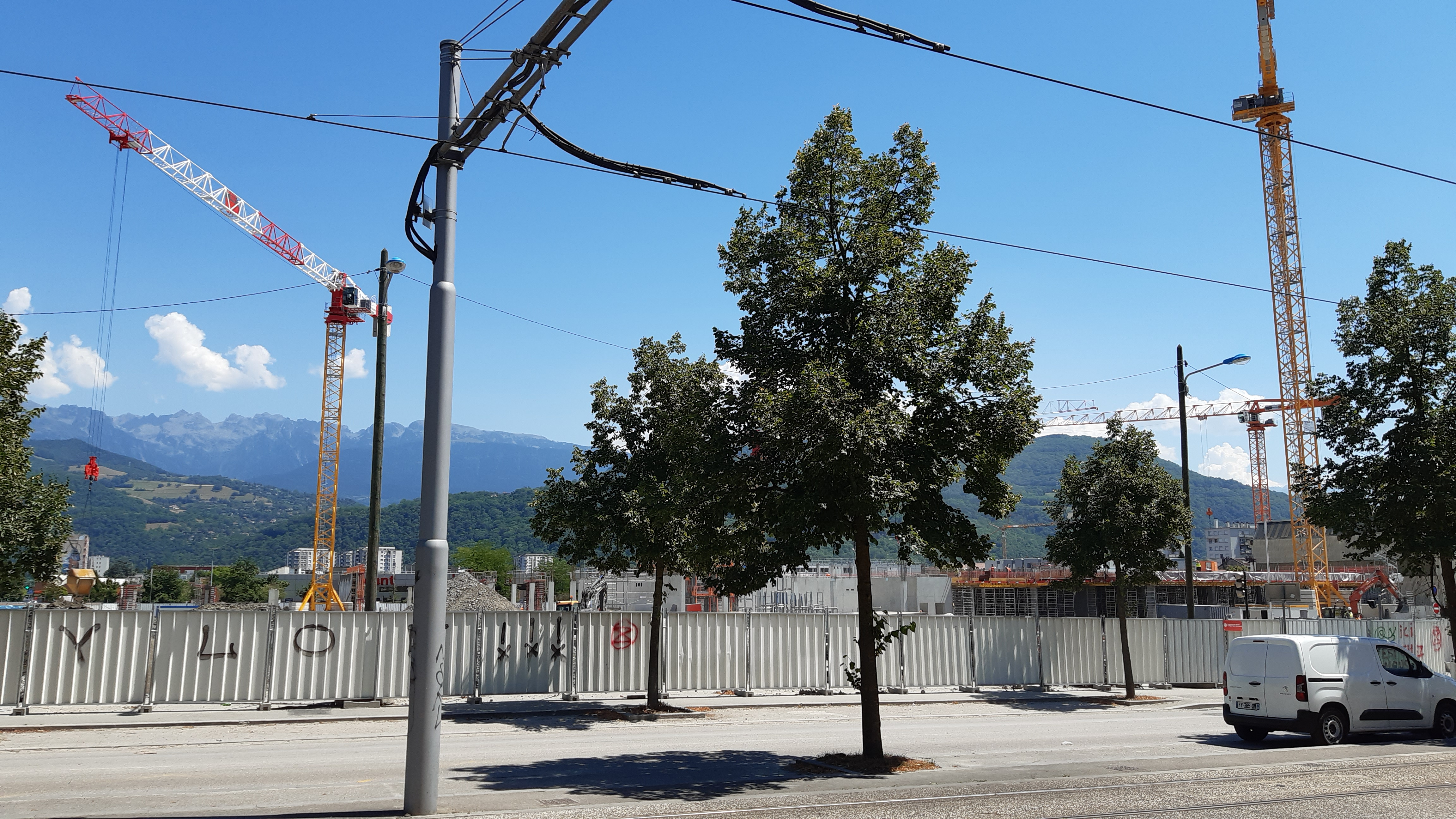
Le chantier du centre commercial en 2022
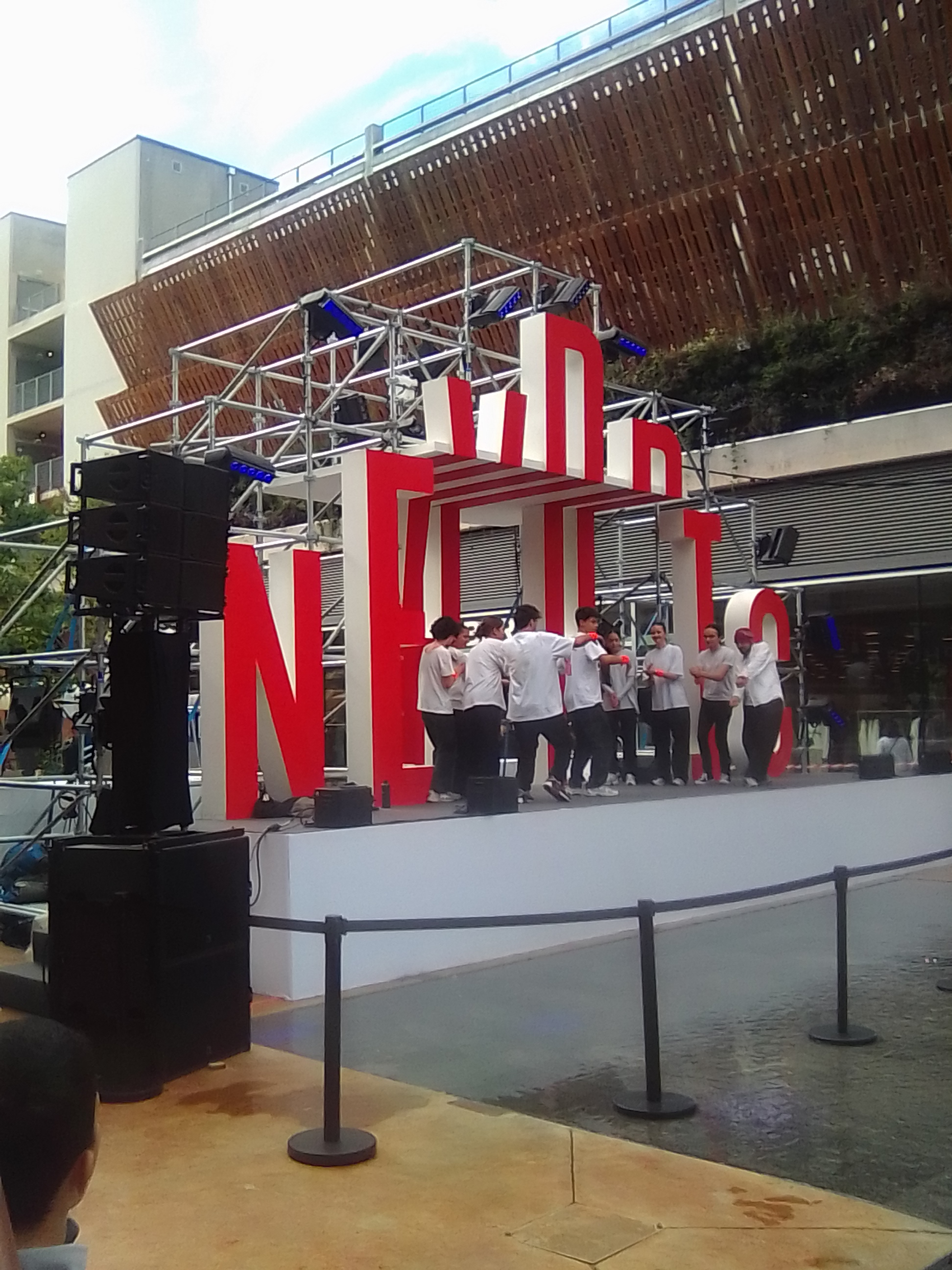
Animation, le jour de l'ouverture en octobre 2024
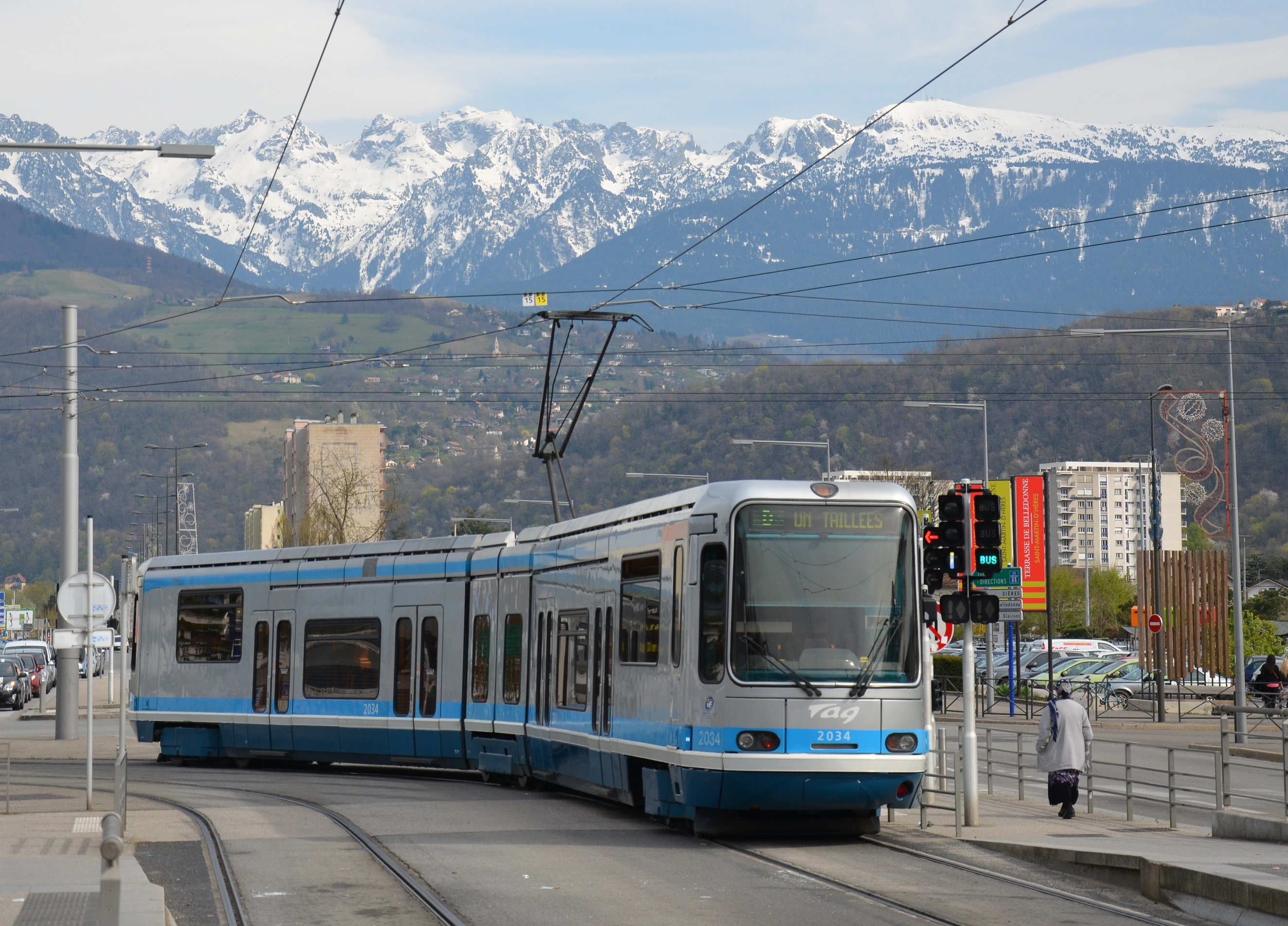
Le tramway à l'entrée de la station Neyrpic
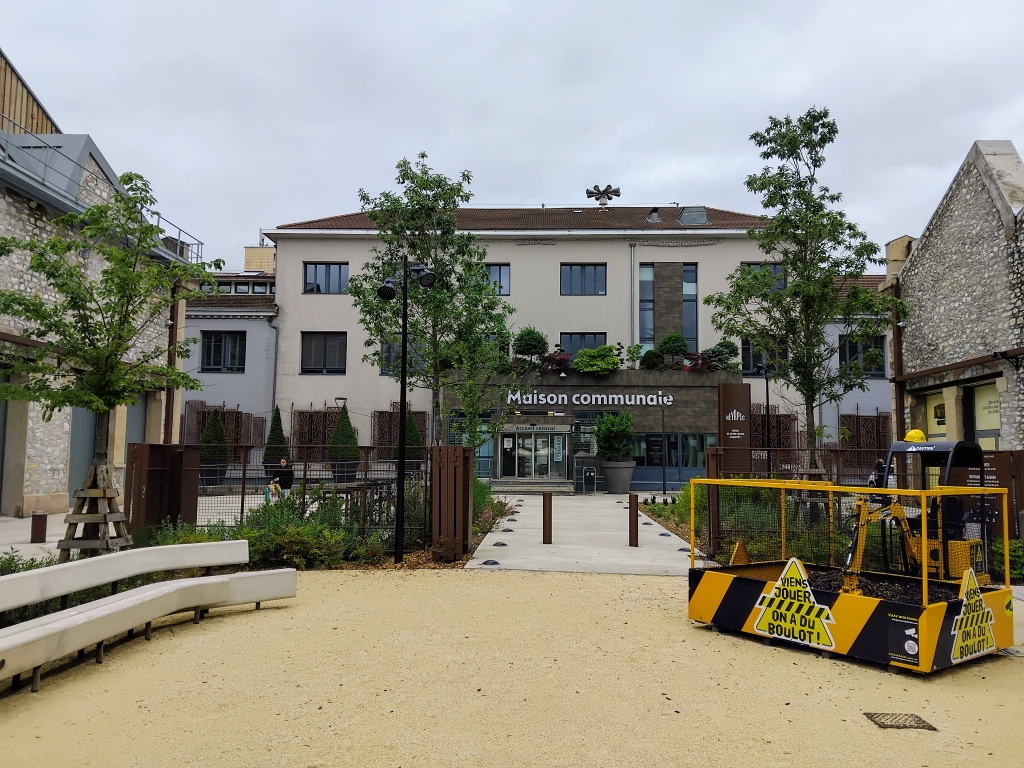
Maison communale de  St Martin-d'Héres depuis Neyrpic
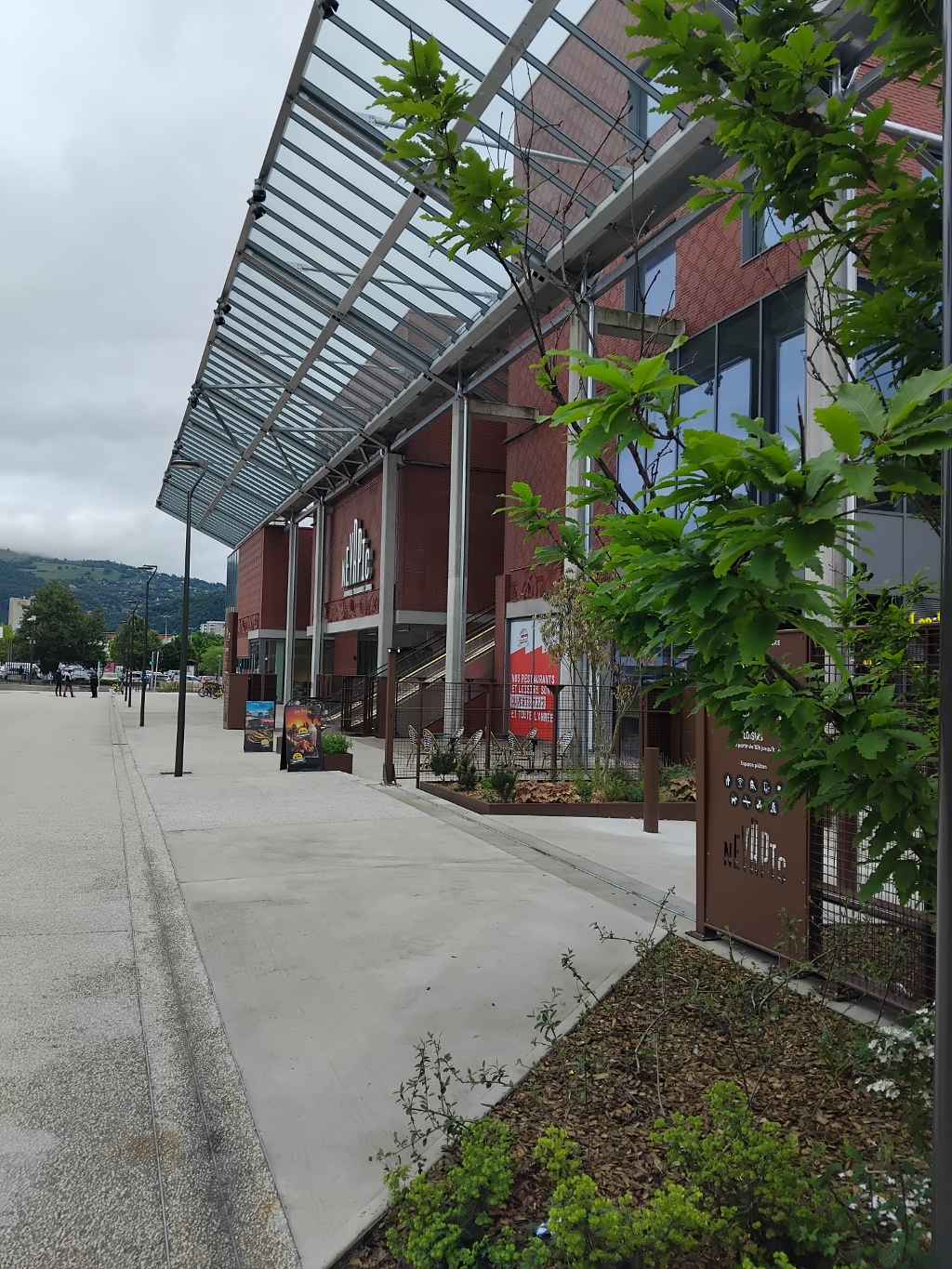
Trottoir extérieur, côté domaine universitaire